# Future of Stardom Championship
Le Future of Stardom Championship est un championnat de catch (lutte professionnelle) féminin utilisé par la World Wonder Ring Stardom (Stardom). Sa création est annoncée le 18 février 2018 et la première championne est désignée dans un tournoi à élimination directe opposant cinq catcheuses. L'actuelle championne est Rina. Ce titre est destiné aux jeunes catcheuses, en effet, jusqu'au 20 décembre 2020, il fallait soit avoir moins de deux ans d'expérience soit moins de 20 ans pour être éligible mais depuis la victoire de Saya Iida, il faut maintenant avoir moins de trois ans d'expérience sans limite d'âge.

## Histoire
Le 18 février 2018, le président de la Stardom Rossy Ogawa présente la ceinture de championne Future of Stardom qui va être destinée aux jeunes catcheuses. La première championne va être désignée au cours d'un tournoi dont les participantes sont :
- Hanan[1]
- Ruaka[1]
- Shiki Shibusawa[1]
- Starlight Kid (en)[1]
- AZM[1]

|  | Quarts de finale   | Quarts de finale   | Quarts de finale | Quarts de finale |                       |       | Demi-finales          | Demi-finales          | Demi-finales          | Demi-finales          |  |  | Finale                 | Finale                 | Finale                 | Finale                 |
|  |                    |                    |                  |                  |                       |       |                       |                       |                       |                       |  |  |                        |                        |                        |                        |
|  |                    |                    |                  |                  |                       |       | Tokyo, le 4 mars 2018 | Tokyo, le 4 mars 2018 | Tokyo, le 4 mars 2018 | Tokyo, le 4 mars 2018 |  |  | Tokyo, le 28 mars 2018 | Tokyo, le 28 mars 2018 | Tokyo, le 28 mars 2018 | Tokyo, le 28 mars 2018 |
|  |                    |                    |                  |                  |                       |       | Tokyo, le 4 mars 2018 | Tokyo, le 4 mars 2018 | Tokyo, le 4 mars 2018 | Tokyo, le 4 mars 2018 |  |  | Tokyo, le 28 mars 2018 | Tokyo, le 28 mars 2018 | Tokyo, le 28 mars 2018 | Tokyo, le 28 mars 2018 |
|  |                    |                    |                  |                  |                       |       | Tokyo, le 4 mars 2018 | Tokyo, le 4 mars 2018 | Tokyo, le 4 mars 2018 | Tokyo, le 4 mars 2018 |  |  | Tokyo, le 28 mars 2018 | Tokyo, le 28 mars 2018 | Tokyo, le 28 mars 2018 | Tokyo, le 28 mars 2018 |
|  |                    |                    |                  |                  |                       |       | Tokyo, le 4 mars 2018 | Tokyo, le 4 mars 2018 | Tokyo, le 4 mars 2018 | Tokyo, le 4 mars 2018 |  |  | Tokyo, le 28 mars 2018 | Tokyo, le 28 mars 2018 | Tokyo, le 28 mars 2018 | Tokyo, le 28 mars 2018 |
|  |                    |                    |                  |                  |                       |       | Tokyo, le 4 mars 2018 | Tokyo, le 4 mars 2018 | Tokyo, le 4 mars 2018 | Tokyo, le 4 mars 2018 |  |  | Tokyo, le 28 mars 2018 | Tokyo, le 28 mars 2018 | Tokyo, le 28 mars 2018 | Tokyo, le 28 mars 2018 |
|  | Starlight Kid (en) | Starlight Kid (en) | Tombé            | Tombé            |                       |       |                       |                       |                       |                       |  |  | Tokyo, le 28 mars 2018 | Tokyo, le 28 mars 2018 | Tokyo, le 28 mars 2018 | Tokyo, le 28 mars 2018 |
|  | Starlight Kid (en) | Starlight Kid (en) | Tombé            | Tombé            |                       |       |                       |                       |                       |                       |  |  | Tokyo, le 28 mars 2018 | Tokyo, le 28 mars 2018 | Tokyo, le 28 mars 2018 | Tokyo, le 28 mars 2018 |
|  |                    |                    | Hanan            | Hanan            | 4:39                  | 4:39  |                       |                       |                       |                       |  |  | Tokyo, le 28 mars 2018 | Tokyo, le 28 mars 2018 | Tokyo, le 28 mars 2018 | Tokyo, le 28 mars 2018 |
|  |                    |                    |                  |                  | 4:39                  | 4:39  |                       |                       |                       |                       |  |  | Tokyo, le 28 mars 2018 | Tokyo, le 28 mars 2018 | Tokyo, le 28 mars 2018 | Tokyo, le 28 mars 2018 |
|  |                    | Tokyo, le 25 mars  |                  |                  |                       |       |                       |                       |                       |                       |  |  | Tokyo, le 28 mars 2018 | Tokyo, le 28 mars 2018 | Tokyo, le 28 mars 2018 | Tokyo, le 28 mars 2018 |
|  |                    |                    |                  |                  |                       |       |                       |                       |                       |                       |  |  | Tokyo, le 28 mars 2018 | Tokyo, le 28 mars 2018 | Tokyo, le 28 mars 2018 | Tokyo, le 28 mars 2018 |
|  | Starlight Kid      | Starlight Kid      | Tombé            | Tombé            |                       |       |                       |                       |                       |                       |  |  |                        |                        |                        |                        |
|  | Starlight Kid      | Starlight Kid      | Tombé            | Tombé            | Tokyo, le 4 mars 2018 |       |                       |                       |                       |                       |  |  |                        |                        |                        |                        |
|  |                    |                    | Shiki Shibusawa  | Shiki Shibusawa  | 5:47                  | 5:47  |                       |                       |                       |                       |  |  |                        |                        |                        |                        |
|  | AZM                | AZM                | Shiki Shibusawa  | Shiki Shibusawa  | 5:47                  | 5:47  | Tombé                 | Tombé                 |                       |                       |  |  |                        |                        |                        |                        |
|  | AZM                | AZM                |                  |                  |                       |       |                       |                       |                       |                       |  |  |                        |                        |                        |                        |
|  | Ruaka              | Ruaka              | 6:43             | 6:43             |                       |       |                       |                       |                       |                       |  |  |                        |                        |                        |                        |
|  | Ruaka              | Ruaka              | 6:43             | 6:43             | AZM                   | AZM   | 5:09                  | 5:09                  |                       |                       |  |  |                        |                        |                        |                        |
|  |                    |                    |                  |                  | AZM                   | AZM   | 5:09                  | 5:09                  |                       |                       |  |  |                        |                        |                        |                        |
|  |                    |                    | Shiki Shibusawa  | Shiki Shibusawa  | Tombé                 | Tombé |                       |                       |                       |                       |  |  |                        |                        |                        |                        |
|  |                    |                    |                  |                  | Tombé                 | Tombé |                       |                       |                       |                       |  |  |                        |                        |                        |                        |
|  |                    |                    |                  |                  |                       |       |                       |                       |                       |                       |  |  |                        |                        |                        |                        |
|  |                    |                    |                  |                  |                       |       |                       |                       |                       |                       |  |  |                        |                        |                        |                        |
|  |                    |                    |                  |                  |                       |       |                       |                       |                       |                       |  |  |                        |                        |                        |                        |
|  |                    |                    |                  |                  |                       |       |                       |                       |                       |                       |  |  |                        |                        |                        |                        |

Le 7 avril 2021, la Stardom annonce que Saya Iida qui est alors la championne Future of Stardom s'est déchirée les ligaments croisés du genou droit. La Stardom rend son titre vacant le 10 mai et annonce l'organisation d'un tournoi opposant sept catcheuses. Les participantes sont :
- Mina Shirakawa[6]
- Ruaka[6]
- Rina[6]
- Hina[6]
- Unagi Sayaka[6]
- Lady C[6]
- Hanan[6]

|  | Quarts de finale  | Quarts de finale | Quarts de finale | Quarts de finale |                |                | Demi-finales     | Demi-finales     | Demi-finales     | Demi-finales     |  |  | Finale                 | Finale                 | Finale                 | Finale                 |
|  |                   |                  |                  |                  |                |                |                  |                  |                  |                  |  |  |                        |                        |                        |                        |
|  | Tokyo, le 14 mai  | Tokyo, le 14 mai | Tokyo, le 14 mai | Tokyo, le 14 mai |                |                | Tokyo, le 8 juin | Tokyo, le 8 juin | Tokyo, le 8 juin | Tokyo, le 8 juin |  |  | Yokohama, le 4 juillet | Yokohama, le 4 juillet | Yokohama, le 4 juillet | Yokohama, le 4 juillet |
|  | Tokyo, le 14 mai  | Tokyo, le 14 mai | Tokyo, le 14 mai | Tokyo, le 14 mai |                |                | Tokyo, le 8 juin | Tokyo, le 8 juin | Tokyo, le 8 juin | Tokyo, le 8 juin |  |  | Yokohama, le 4 juillet | Yokohama, le 4 juillet | Yokohama, le 4 juillet | Yokohama, le 4 juillet |
|  | Mina Shirakawa    | Mina Shirakawa   | Tombé            | Tombé            |                |                | Tokyo, le 8 juin | Tokyo, le 8 juin | Tokyo, le 8 juin | Tokyo, le 8 juin |  |  | Yokohama, le 4 juillet | Yokohama, le 4 juillet | Yokohama, le 4 juillet | Yokohama, le 4 juillet |
|  | Mina Shirakawa    | Mina Shirakawa   | Tombé            | Tombé            |                |                | Tokyo, le 8 juin | Tokyo, le 8 juin | Tokyo, le 8 juin | Tokyo, le 8 juin |  |  | Yokohama, le 4 juillet | Yokohama, le 4 juillet | Yokohama, le 4 juillet | Yokohama, le 4 juillet |
|  | Ruaka             | Ruaka            | 5:01             | 5:01             |                |                | Tokyo, le 8 juin | Tokyo, le 8 juin | Tokyo, le 8 juin | Tokyo, le 8 juin |  |  | Yokohama, le 4 juillet | Yokohama, le 4 juillet | Yokohama, le 4 juillet | Yokohama, le 4 juillet |
|  | Ruaka             | Ruaka            | 5:01             | 5:01             | Mina Shirakawa | Mina Shirakawa | Tombé            | Tombé            |                  |                  |  |  | Yokohama, le 4 juillet | Yokohama, le 4 juillet | Yokohama, le 4 juillet | Yokohama, le 4 juillet |
|  | Tokyo, le 8 juin  |                  |                  |                  | Mina Shirakawa | Mina Shirakawa | Tombé            | Tombé            |                  |                  |  |  | Yokohama, le 4 juillet | Yokohama, le 4 juillet | Yokohama, le 4 juillet | Yokohama, le 4 juillet |
|  |                   |                  | Hina             | Hina             | 7:50           | 7:50           |                  |                  |                  |                  |  |  | Yokohama, le 4 juillet | Yokohama, le 4 juillet | Yokohama, le 4 juillet | Yokohama, le 4 juillet |
|  | Rina              | Rina             | Hina             | Hina             | 7:50           | 7:50           | 5:43             | 5:43             |                  |                  |  |  | Yokohama, le 4 juillet | Yokohama, le 4 juillet | Yokohama, le 4 juillet | Yokohama, le 4 juillet |
|  | Rina              | Rina             | Tokyo, le 8 juin |                  |                |                | 5:43             | 5:43             |                  |                  |  |  | Yokohama, le 4 juillet | Yokohama, le 4 juillet | Yokohama, le 4 juillet | Yokohama, le 4 juillet |
|  | Hina              | Hina             | Tombé            | Tombé            |                |                |                  |                  |                  |                  |  |  | Yokohama, le 4 juillet | Yokohama, le 4 juillet | Yokohama, le 4 juillet | Yokohama, le 4 juillet |
|  | Hina              | Hina             | Tombé            | Tombé            | Mina Shirakawa | Mina Shirakawa | Tombé            | Tombé            |                  |                  |  |  |                        |                        |                        |                        |
|  | Nagoya, le 15 mai |                  |                  |                  | Mina Shirakawa | Mina Shirakawa | Tombé            | Tombé            |                  |                  |  |  |                        |                        |                        |                        |
|  |                   |                  | Unagi Sayaka     | Unagi Sayaka     | 16:58          | 16:58          |                  |                  |                  |                  |  |  |                        |                        |                        |                        |
|  | Unagi Sayaka      | Unagi Sayaka     | Unagi Sayaka     | Unagi Sayaka     | 16:58          | 16:58          | Tombé            | Tombé            |                  |                  |  |  |                        |                        |                        |                        |
|  | Unagi Sayaka      | Unagi Sayaka     |                  |                  |                |                |                  |                  |                  |                  |  |  |                        |                        |                        |                        |
|  | Lady C            | Lady C           | 6:21             | 6:21             |                |                |                  |                  |                  |                  |  |  |                        |                        |                        |                        |
|  | Lady C            | Lady C           | 6:21             | 6:21             | Unagi Sayaka   | Unagi Sayaka   | Tombé            | Tombé            |                  |                  |  |  |                        |                        |                        |                        |
|  |                   |                  |                  |                  | Unagi Sayaka   | Unagi Sayaka   | Tombé            | Tombé            |                  |                  |  |  |                        |                        |                        |                        |
|  |                   |                  | Hanan            | Hanan            | 8:53           | 8:53           |                  |                  |                  |                  |  |  |                        |                        |                        |                        |
|  |                   |                  |                  |                  | 8:53           | 8:53           |                  |                  |                  |                  |  |  |                        |                        |                        |                        |
|  |                   |                  |                  |                  |                |                |                  |                  |                  |                  |  |  |                        |                        |                        |                        |
|  |                   |                  |                  |                  |                |                |                  |                  |                  |                  |  |  |                        |                        |                        |                        |
|  |                   |                  |                  |                  |                |                |                  |                  |                  |                  |  |  |                        |                        |                        |                        |
|  |                   |                  |                  |                  |                |                |                  |                  |                  |                  |  |  |                        |                        |                        |                        |

| #  | Championne         | Règne | Date             | Durée                     | Événement                                                                          | Lieu     | Notes | Réf    |
| -- | ------------------ | ----- | ---------------- | ------------------------- | ---------------------------------------------------------------------------------- | -------- | --- | ------ |
| 1  | Starlight Kid (en) | 1     | 28 mars 2018     | 9 mois et 6 jours         | Stardom Dream Slam In Tokyo 2018                                                   | Tokyo    | Elle bat Shiki Shibusawa en finale d'un tournoi. | [ 11 ] |
| 2  | Utami Hayashishita | 1     | 3 janvier 2019   | 1 an, 1 mois et 13 jours  | Stardom New Years Stars 2019 - Day 2                                               | Tokyo    | | [ 12 ] |
| -  | Vacant             | 1     | 16 février 2020  | 5 mois et 1 jour          | Stardom New Years Stars 2019 - Day 2                                               | Tokyo    | À la suite de sa 6e défense de titre, Utami Hayashishita décide de rendre le titre vacant afin de se concentrer sur les championnats Wonder of Stardom et World of Stardom. | [ 13 ] |
| 3  | Maika              | 1     | 17 juillet 2020  | 5 mois et 3 jours         | Stardom Explode In Summer 2020                                                     | Tokyo    | | [ 14 ] |
| 4  | Saya Iida (en)     | 1     | 20 décembre 2020 | 4 mois et 20 jours        | Stardom Osaka Dream Cinderella 2020                                                | Osaka    | Elle bat Maika et Saya Kamitani dans un match à trois catcheuses. | [ 15 ] |
| -  | Vacant             | 2     | 10 mai 2021      | 1 mois et 24 jours        |                                                                                    |          | À la suite d'une blessure, Saya Iida est contrainte de rendre le titre vacant.                                                                                              | ,      |
| 5  | Mina Shirakawa     | 1     | 4 juillet 2021   | 13 jours                  | Stardom Yokohama Dream Cinderella In Summer 2021                                   | Yokohama | Elle bat Unagi Sayaka en finale d'un tournoi | [ 9 ]  |
| 6  | Unagi Sayaka (en)  | 1     | 17 juillet 2021  | 2 mois et 22 jours        | Stardom Cinderella Summer Tour In Tokyo 2021 - Day 2                               | Tokyo    | | [ 16 ] |
| 7  | Ruaka (en)         | 1     | 9 octobre 2021   | 2 mois et 20 jours        | Stardom 10th Anniversary Grand Final Osaka Dream Cinderella ~ Osaka Mecha Stardom! | Osaka    | | [ 17 ] |
| 8  | Hanan (en)         | 1     | 29 décembre 2021 | 9 mois et 20 jours        | Stardom Dream Queendom 2021                                                        | Tokyo    | | [ 18 ] |
| 9  | Ami Sohrei (en)    | 1     | 19 octobre 2022  | 6 mois et 23 jours        | Stardom New Blood 5                                                                | Tokyo    | | [ 19 ] |
| 10 | Rina (en)          | 1     | 12 mai 2023      | 2 ans, 1 mois et 20 jours | Stardom New Blood 8                                                                | Tokyo    | | [ 20 ] |